# أذن طويلة
الأذن الطويلة هي حالة طبية تمتاز بأن الأذنين طويلتان من الأعلى إلى الأسفل. يعرف الأذن بأنها طويلة عندما يكون طول الأذن العمودي بمقدار 2 انحراف معياري من متوسط طول الأذن الخارجية (الجانب الأعلى إلى الأسفل).

## الأمراض
يمكن ملاحظة الأذن الطويلة في الحالات التالية:
- متلازمة كوهين جبسون
- اضطراب الغلكزة الخلقي، نوع Iw، حالة سائدة
- متلازمة ديتس جونغمانز
- متلازمة فوندس بانكا
- متلازمة تفقم الأطراف لشنيزل